# Кайро-Монтенотте
Кайро-Монтенотте (Монтенотте; итал. Cairo Montenotte, лиг. Cairi) — коммуна в Северной Италии, располагается в регионе Лигурия, в провинции Савона.
Население составляет 13 690 человек (2008 г.), плотность населения составляет 136 чел./км². Занимает площадь 100 км². Почтовый индекс — 17014. Телефонный код — 019.
Покровителем коммуны почитается святой Лаврентий, празднование 10 августа.
На территории коммуны 10—12 апреля 1796 года состоялось сражение у Монтенотте между частями Итальянской Армии генерала Бонапарта и австрийского командующего Д`Аржанто.

## Демография
Динамика населения:

## Администрация коммуны
- Официальный сайт: https://web.archive.org/web/20060818124833/http://www.comune.cairo-montenotte.sv.it/